# Air Languedoc
Ne doit pas être confondu avec Compagnie Aérienne du Languedoc.
Air Languedoc (code IATA : LX) était une compagnie aérienne régionale française basée sur l'aéroport de Béziers-Vias.

## Histoire
La compagnie voit le jour en 1974 en s'installant sur l'aéroport de Béziers-Vias d'abord comme société de réparation et d'installation de moteurs Continental sur aéronefs, la société Continentale Air Service, déjà implantée sur l'aérodrome de Meaux-Esbly.

Logotype de la compagnie Continentale Air Service

Mr Étienne Costa, le fondateur était un créateur de ligne en Afrique Noire avec notamment sa participation dans la Société nationale des transports aériens Air Sénégal (Compagnie Sénégalaise de Transports Aériens) basée à Dakar et dont il a été le P-DG dans les années 1960 avec Georgette Costa.
Il détenait également la société Africair Service, distributeur en Afrique des avions Piper Aircraft et Aérospatiale avec l'avion du moment la Corvette, basée sur l'aéroport de Dakar-Yoff.
Étienne Costa a créé Air Languedoc afin d'exploiter une liaison entre Paris-Le Bourget et le nouvelle aéroport de Béziers-Vias, dont le vol inaugural a eu lieu le dimanche 1 juin 1975, avec comme marraine, la chanteuse Mireille Mathieu.
Deux corvette SN-601 de 12 places, n° 14 (mise en service le 02 juin 1975 sur la ligne vers Paris) et la n° 17 sont affectées à cette liaison avec 8 pilotes.

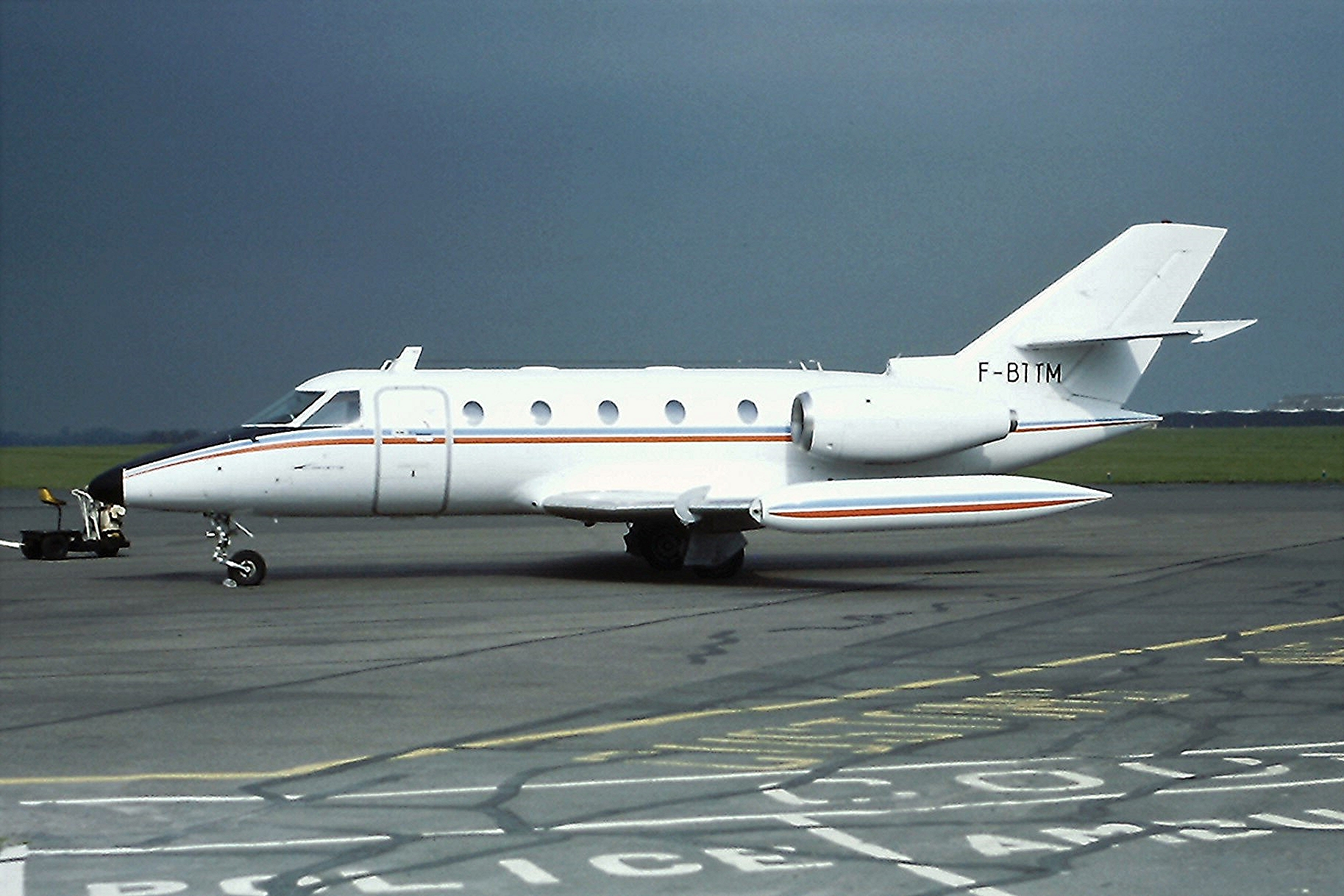
Ancienne Corvette SN.601 F-BTTM d'Air Languedoc en 1980

Dès les premiers mois, la ligne fonctionnait avec trois liaisons aller-retour et 66 à 86 % de taux d'occupation en moyenne avec parfois des manques de places dans la corvette de 12 places. La ligne était plébiscité par les hommes d'affaires.
Air Languedoc effectuera également des vols à la demande de passagers et fret. Elle exploitera jusqu'à 4 corvette simultanément. Deux pour les liaisons au départ de Béziers et Carcassonne, et une pour les vols charters au départ du Bourget pour le compte de Continental Air Service.
Elle intégrait également l'Association des transporteurs aériens régionaux (A.T.A.R.) composée de treize compagnies dites de troisième niveau (Air Alpes, Air Centre, Air Champagne Ardenne, Air Limousin, Air Paris, Air Périgord, Air Vosges, Avia France (connu également sous "Taxi Avia France"), Europe Aero Service, Rousseau Aviation et TAT), créée par Michel Ziegler,,.
11 370 passagers ont été transportés par la compagnie en 1975.
La ligne Béziers - Paris remporte un gros succès avec en moyenne 1 350 passagers par mois,.
En 1976, le PDG Costa est remplacé par Michel Marchais, PDG de la compagnie aérienne Touraine Air Transport (TAT) basée à Tours qui entre au capital d'Air Languedoc,. Etienne Costa détient toujours 20% du capital-actions tandis que Messieurs Dugenet et Bouquet détiennent 80% de ce même capital-actions. La TAT devient l'agent général d'Air Languedoc.
Air Languedoc a bénéficié d'avions de la TAT comme le Fokker 28 (mise en service le 04 avril 1977 sur la ligne vers Paris) ou le VFW Fokker 614.
Air Languedoc avait, à la demande des Chambres de commerces respectives, exploité les lignes Bergerac - Périgueux - Limoges et Brive - Limoges, confiées fin 1978 à Air Limousin TA.
Courant 1978, Air Languedoc a été repris entièrement par la compagnie TAT et son PDG Michel Marchais.

## Le réseau
- Paris - Béziers[33],
- Paris - Carcassonne - Béziers[34].
- Paris - Carcassonne[34].

## Flotte
- Aérospatiale SN-601 Corvette : F-BVPS (c/n 14)[35], F-BVPT (c/n 16)[36], F-BTTM (c/n 17) et F-BVPL (c/n 19)
- De Havilland Canada DHC-6-200: F-BTAU[37] (venant du pool TAT)